# Jasmin Paris
Jasmin Karina Paris MBE (Hadfield, november 1983) is een Britse ultraloopster.

## Biografie
Paris werd geboren als dochter van een Britse vader en een Tsjechische moeder in Hadfield, in het Engelse graafschap Derbyshire. Ze studeerde in 2008 af als diergeneeskundige.
In januari 2019 werd ze de eerste vrouwelijke winnaar van de Spine Race, een ultramarathon die wordt gehouden over een afstand van ongeveer 420 kilometer. Wat de prestatie nog bijzonderder maakte, was dat ze het parcoursrecord met twaalf uur verbrak, met een tijd van 83:12:23.
 

In maart 2024 werd ze de eerste vrouw ooit die de Barkley Marathons volbracht. Ze finishte met een tijd van 59:58:21. Dat was 99 seconden binnen de tijdslimiet van zestig uur.